# Escut de Garcia

Representació de l'escut heràldic municipal de Garcia segons el seu blasonament oficial

L'escut de Garcia és un símbol oficial d'aquest municipi de la Ribera d'Ebre i es descriu mitjançant el llenguatge tècnic de l'heràldica amb el següent blasonament:
«Escut caironat: d'or, una garsa d'atzur, becada i membrada de sable; el cap de sable. Per timbre una corona mural de vila.»

## Disseny
La composició de l'escut està formada sobre un fons en forma de quadrat recolzat sobre un dels seus vèrtexs, anomenat escut caironat, segons la configuració difosa a Catalunya i d'altres indrets de l'antiga Corona d'Aragó i adoptada per l'administració a les seves especificacions per al disseny oficial dels municipis dels ens locals. És de color groc (or), amb un dibuix d'una garsa, omplint el màxim d'espai possible i sense tocar les vores de l'escut, representada de perfil i mirant a la destra de l'escut, que és l'esquerra de l'observador; és de color blau (atzur) i amb el bec (becada) i les potes (membrada) de color negre (sable). La part superior de l'escut (el cap) té una alçada igual a un terç de l'ample, i també és de color negre (sable).
L'escut està acompanyat a la part superior d'un timbre en forma de corona mural, que és l'adoptada pel Departament de Governació d'Administracions Locals de la Generalitat de Catalunya per timbrar genèricament els escuts dels municipis. En aquest cas, es tracta d'una corona mural de vila, que bàsicament és un llenç de muralla groc (or) amb portes i finestres de color negre (tancat de sable), amb vuit torres merletades, de les quals se'n veuen cinc.

## Història

Escut d'armes de la casa dels Entença.

L'escut va ser aprovat el 4 d'agost de 1987 i publicat al DOGC número 889 de 14 de setembre del mateix any.
L'escut està representat sobre les armes dels Entença (d'or, el cap de sable), senyors de la baronia a la qual pertanyia la fortificació de Garcia. La garsa és un senyal parlant referent al nom de la vila.